# Francisco Rivas Moreno

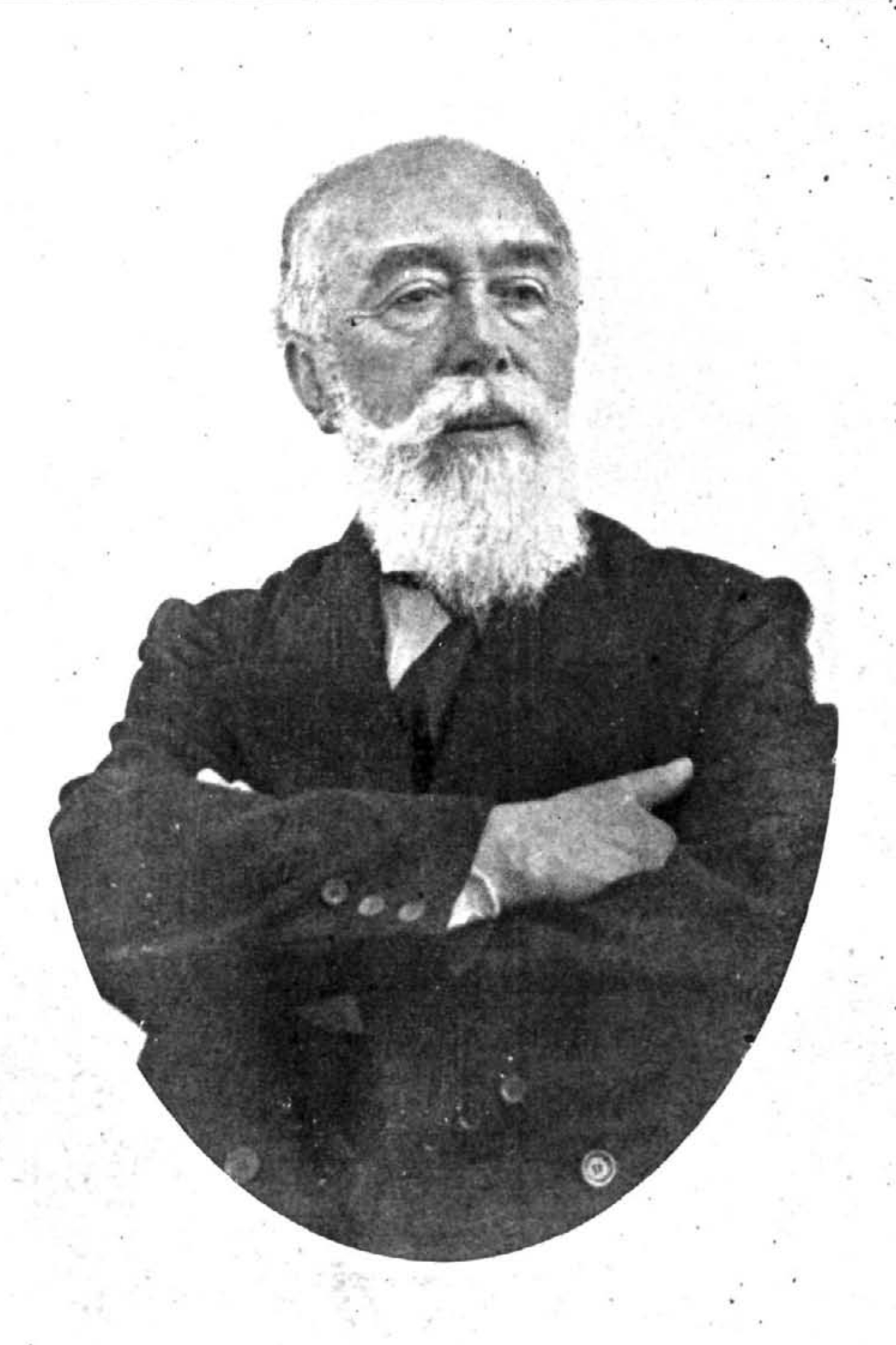
Retrato de Francisco Rivas Moreno (Vida Manchega, 1912)

Francisco Rivas Moreno (Miguelturra, 10 de enero de 1851-Madrid, 16 de marzo de 1935) fue un periodista, economista, político y reformador social español del regeneracionismo.

## Biografía
Estudió la segunda enseñanza y el bachillerato en Ciudad Real, y se licenció en ambos derechos, civil y canónico, en la Universidad Central de Madrid (1875). Fue director-propietario de El Pasatiempo, cuyo primer número arrancó en 1876. En 1877 fue nombrado secretario de la Diputación Provincial de Ciudad Real e intenta crear una Caja de Ahorros allí, pero no lo logra. En 1880 fundó el periódico El Labriego, de Ciudad Real, el más longevo de su siglo en esta ciudad (cuarenta años); también fundará El Contribuyente (Ciudad Real, 1885), La Reforma Arancelaria (Ciudad Real, 1890), El Progreso Agrícola y Pecuario (Madrid, 1895), La Asociación Agrícola (Sta. Cruz de Tenerife, 1908) o El Regionalista (Ciudad Real, 1918). Se casó en el año 1881. En 1885 es nombrado vicesecretario de la Diputación Provincial y publica su Juicio crítico del proyecto de ley de Extinción de la Langosta, problema que le obsesionaba desde que su familia de agricultores se arruinó por esta causa. En 1888 publica La crisis agrícola: sus causas y remedios y al año siguiente es elegido secretario general del Comité de España en la Exposición Universal de París. En 1890 es elegido presidente de la Diputación Provincial de Ciudad Real y durante su mandato se proyectaron e iniciaron las obras del actual edificio de la misma, a cargo del arquitecto Sebastián Rebollar; en 1892, integrado en el proyecto político de Sagasta, renunciará a este cargo para ser gobernador civil de Guadalajara durante un año. Desde entonces recorrerá casi toda España en sucesivos cargos públicos; en 1893 es nombrado gobernador civil de Oviedo y en 1894 de Toledo. En 1895 publica El crédito agrícola y el ahorro, cuya segunda edición es de 1897.
Es adscrito como funcionario al Ministerio de Hacienda. En 1898 crea el Monte de Piedad Alfonso XIII y Caja de Ahorros de Santander. En ese año es además vicesecretario de la Comisión de Evaluación y Catastro del Ministerio de Hacienda y en 1900 es nombrado delegado de Hacienda en Cáceres. Hacia 1900 publica una recopilación de sus artículos bajo el título Temas de actualidad. Como periodista publicará artículos de economía en no menos de veinticinco revistas de España y del extranjero y colaborará en un número muy superior de periódicos. En 1901 es nombrado delegado de hacienda en Murcia; publica Las cajas rurales, Propaganda agrícola y La reforma de las Leyes provincial y Municipal, segunda edición, en 1901. En 1902 funda la Caja Rural de Murcia y la Caja de Ahorros de Alhama de Murcia. En 1902 es nombrado delegado de Hacienda en Granada e impulsa también allí la creación de la Caja Rural de Granada, e imprime la segunda edición de su Las cajas rurales. En 1903 es nombrado delegado de Hacienda en Valencia; en 1904 publica Las cajas rurales, el crédito agrícola, la cooperación y el ahorro. En 1905 es delegado de Hacienda en Córdoba y publica Bodegas y destilerías cooperativas y Lecherías y queserías cooperativas. En 1906 es nombrado Delegado de Hacienda en Canarias, donde permanecerá hasta 1910. En ese periodo publica La cooperación agrícola en el extranjero (1906), Los impuestos y las clases trabajadoras (1906), El obrero de levita (1907), La mutualidad y los asalariados (1908 y 1909). En 1910 es nombrado delegado de Hacienda en Huelva y publica Panaderías cooperativas, Cajas rurales y sindicatos agrícolas y la cooperación en Huelva (1910). También parece ser de ese año La municipalización de los servicios y La sequía, la filoxera y la usura. En 1911 es delegado de Hacienda en Alicante, publica Los Consumos y las ligas de compradores y El paro forzoso en La Mancha y funda la Caja general de ahorros y monte de piedad de Santa Cruz de Tenerife. En 1912 es delegado de Hacienda en Sevilla y al año siguiente en Cádiz. En 1913 publica La cooperación agrícola en Rusia, Las cooperativas de Consumo, Problemas de Hacienda, Las cooperativas de producción en España y El ahorro en España y Mis instituciones. En 1914 funda el Monte de Piedad y Caja de Ahorros de Las Palmas de Gran Canaria. En 1914 es delegado de Hacienda en La Coruña hasta 1917, año de su jubilación. En 1914 publica La cooperación agrícola en los Balkanes y en 1916 El problema de subsistencias en La Coruña.
La jubilación no debilita su pluma; en años sucesivos publicará Propagandas regionalistas vol. II y El regionalismo en La Mancha (1918). En 1919 imprimirá su La parcelación de latifundios y la cooperación integral. En 1921, Cómo se funda una caja rural y Los bancos populares. En 1922, Cómo se funda una Cooperativa de consumo. En 1923, La cooperación entre la Ley y las cajas rurales. En 1924, Crédito agrícola y La plaga de langosta. Cómo debe combatirse. En 1925, El ahorro y la lotería, Propagandas cooperativas, Los grandes hombres de mi patria chica, La cooperación y el ahorro, Los milagros del pequeño ahorro, Los Montes de Piedad y los Bancos de Préstamos, El problema de la vivienda y Para descongestionar las grandes urbes. En 1926, Los progresos de la cooperación en la Argentina, Los ahorros del emigrante y Los progresos de la cooperación en Chile. Hacia 1926, Los progresos del campo y la cooperación. En 1927, Catecismo del cooperador, segunda edición. Hacia 1927 publica Anécdotas de hombres célebres contemporáneos e Historias que parecen cuentos. Su última obra será Los progresos agropecuarios en la América española, de 1929. Murió en la ciudad de Madrid el 16 de marzo del año 1935.
Fue redactor y colaborador de El Correo, El Heraldo, El Liberal, ABC, El Progreso agrícola y pecuario, Revista de Hacienda y Gaceta del Ahorro, (mencionando sólo los de Madrid).
| Entidad de Ahorro                                                  | Año de fundación |
| ------------------------------------------------------------------ | ---------------- |
| Monte de Piedad Alfonso XIII y Caja de Ahorros de Santander        | 1898             |
| Caja Rural de Murcia                                               | 1902             |
| Caja de Ahorros de Alhama de Murcia                                | 1902             |
| Caja Rural de Granada                                              | 1902             |
| Caja General de Ahorros y Monte de Piedad de Sta. Cruz de Tenerife | 1911             |
| Monte de Piedad y Caja de Ahorros de Las Palmas de Gran Canaria    | 1914             |

## Obras
Nota: La algunas de estas obras se pueden descargar del Proyecto Rivas Moreno.
- Juicio crítico del proyecto de ley de Extinción de la Langosta, (1885).
- La crisis agrícola: sus causas y remedios, (1888).
- La plaga de la langosta: sus estragos y medios para combatirla  Archivado el 5 de abril de 2010 en Wayback Machine., (1890).
- Temas de actualidad Archivado el 5 de abril de 2010 en Wayback Machine., (1892).
- El crédito agrícola y el ahorro Archivado el 5 de abril de 2010 en Wayback Machine. (1895, cuya segunda edición es de 1897).
- Las cajas rurales Archivado el 5 de abril de 2010 en Wayback Machine., (1902).
- Propaganda agrícola, (1901).
- La reforma de las Leyes provincial y Municipal, (1901, segunda edición).
- Las cajas rurales, (1902, segunda edición).
- Los bancos populares: Alemania, Italia, Rusia, Francia, Inglaterra, España  Archivado el 5 de abril de 2010 en Wayback Machine., (1904).
- Las cajas rurales, el crédito agrícola, la cooperación y el ahorro, (1904).
- Bodegas y Destilerías cooperativas, (1905).
- Lecherías y queserías cooperativas. Seguro del ganado  Archivado el 6 de marzo de 2009 en Wayback Machine., (1905).
- La cooperación agrícola en el extranjero (1906).
- Los impuestos y las clases trabajadoras (¿1906?).
- El obrero de levita  Archivado el 5 de abril de 2010 en Wayback Machine.(1907).
- La Mutualidad y los asalariados. Farmacias cooperativas. La revolución desde abajo  Archivado el 5 de abril de 2010 en Wayback Machine.(1908 y 1909).
- La municipalización de los servicios (1910)
- Cajas Rurales y Sindicatos Agrícolas Archivado el 5 de abril de 2010 en Wayback Machine., 1910.
- La cooperación en Huelva. Dos meses en Sierra Morena   Archivado el 5 de abril de 2010 en Wayback Machine., 1910.
- Panaderías cooperativas  Archivado el 5 de abril de 2010 en Wayback Machine., 1910.
- La sequía, la filoxera y la usura Archivado el 5 de abril de 2010 en Wayback Machine.(1910).
- Los Consumos y las ligas de compradores, (1911).
- El paro forzoso en La Mancha, (1911).
- El ahorro en España  Archivado el 5 de abril de 2010 en Wayback Machine., (1913).
- La cooperación agrícola en Rusia  Archivado el 5 de abril de 2010 en Wayback Machine., (1913)
- Las cooperativas de Consumo Archivado el 5 de abril de 2010 en Wayback Machine., (1913).
- Problemas de Hacienda  Archivado el 5 de abril de 2010 en Wayback Machine., (1913)
- Las cooperativas de producción en España  Archivado el 5 de abril de 2010 en Wayback Machine., (1913).
- Mis instituciones, (1913).
- La cooperación agrícola en los Balkanes Archivado el 5 de abril de 2010 en Wayback Machine., (1913).
- El problema de subsistencias en La Coruña, (1916).
- El regionalismo castellano (El Diario Palentino, 30 de mayo de 1917) (1917)
- El regionalismo castellano  (1917).
- El regionalismo en La Mancha  Archivado el 5 de abril de 2010 en Wayback Machine. , (1918).
- Propagandas regionalistas vol. II.  Archivado el 5 de abril de 2010 en Wayback Machine., 1918.
- La parcelación de latifundios y la cooperación integral  Archivado el 5 de abril de 2010 en Wayback Machine., (1919).
- Cómo se funda una caja rural, (1921).
- Los bancos populares, (1921).
- Cómo se funda una Cooperativa de consumo  Archivado el 16 de mayo de 2009 en Wayback Machine., (1922).
- La cooperación entre la Ley y las cajas rurales, (1923).
- Crédito agrícola, (1924).
- La labor cooperativista de Rivas Moreno  Archivado el 5 de abril de 2010 en Wayback Machine. , (1924).
- El ahorro y la lotería, (1925).
- Propagandas cooperativas  Archivado el 5 de abril de 2010 en Wayback Machine., (1925).
- Los grandes hombres de mi patria chica Archivado el 5 de abril de 2010 en Wayback Machine., (1925).
- El problema de la vivienda para descongestionar las grandes urbes  Archivado el 5 de abril de 2010 en Wayback Machine., (1925).
- La cooperación y el ahorro, (1925).
- Los milagros del pequeño ahorro, (1925).
- Los Montes de Piedad y los Bancos de Préstamos, (1925).
- El problema de la vivienda, (1925).
- Para descongestionar las grandes urbes, (1925).
- Los progresos de la cooperación en la Argentina Archivado el 5 de abril de 2010 en Wayback Machine., (1926).
- Los ahorros del emigrante, (1926).
- Los progresos de la cooperación en Chile, (1926.
- Los progresos del campo y la cooperación (¿1926?).
- Anécdotas de hombres célebres contemporáneos  Archivado el 5 de abril de 2010 en Wayback Machine. (¿1927?).
- Catecismo del cooperador Archivado el 5 de abril de 2010 en Wayback Machine., (1927).
- Historias que parecen cuentos Archivado el 5 de abril de 2010 en Wayback Machine. (¿1927?).
- Los progresos agropecuarios en la América española Archivado el 5 de abril de 2010 en Wayback Machine., (1929).